# 霍氏副長頷魚
霍氏副長頷魚，為輻鰭魚綱骨舌魚目象鼻魚科的其中一種，被IUCN列為次級保育類動物，分布於非洲加彭的伊溫多河流域，體長可達15.6公分，棲息在底層水域，生活習性不明。